# Homonnai Luca
Homonnai Luca (Orosháza, 1998. október 11. –) világbajnoki ezüstérmes, és többszörös ifjúsági világbajnoki aranyérmes magyar kajakozó.

## Pályafutása
Kilencévesen Szarvason kezdett kajakozni Bátor György Irányításával. 2012-ben Győrbe igazolt. Az edzője Fazekas Tibor lett. A 2015-ös ifjúsági és U23-as gyorsasági kajak-kenu világbajnokságon két aranyérmet szerzett, K1 200 és K1 500 méteren. Ugyanebben az évben a milánói olimpiai kvalifikációs világbajnokságon a 19-szeres világbajnok Dusev-Janics Natasával a női kajak kettes 200 méteres számban ezüstérmes lett. Ezt követően Kadler Viktor vette át az edzései irányítását. Az olimpiai válogatókon 200 és 500 méter egyesben sem tudott bekerülni az olimpiai csapatba. A Minszkben rendezett, 2016-os ifjúsági és U23-as gyorsasági kajak-kenu világbajnokságon három aranyérmet szerzett (K–4 500, 200 és 500 távokon), amivel a magyar csapat legeredményesebb versenyzője lett. 2017-től a Bp. Honvéd versenyzője lett, ahol Csipes Ferenc trenírozta. Egy edzőtáborban a karját nem tudta megfelelően használni. Az orvosi vizsgálatok során Parsonage-Turner szindrómát állapítottak meg. Ezt követően több hónapot kihagyott és az állapota javult. Ezért újra megpróbálkozott az élsporttal, de tünetei újra jelentkeztek. 2018-ban kénytelen volt felhagyni a kajakozással.

## Magyar Bajnokság
|           | 2015 |
| --------- | ---- |
| K1 200 m  |      |
| K2 200 m  | 1.   |
| K4 200 m  | 1.   |
| K1 500 m  |      |
| K2 500 m  |      |
| K4 500 m  | 1.   |
| K1 1000 m |      |
| K2 1000 m |      |
| K4 1000 m |      |

## Díjai, elismerései
- Az év magyar utánpótlás korú sportolója (2016[4])
- Az év legjobb juniorkorú kajakosa (World Paddle Award) 2016[5]